# 2008 en ski
| Années du ski : 2005 - 2006 - 2007 - 2008 - 2009 - 2010 - 2011    |
| Décennies du ski : 1970 - 1980 - 1990 - 2000 - 2010 - 2020 - 2030 |

Cette page liste les principaux événements de l'année 2008 en ski. 

## Principaux rendez-vous

### Saison 2007-2008

#### Biathlon
- Coupe du monde de biathlon 2008 : commencée le 29 novembre 2007 à Kontiolahti (Finlande), elle se termina le 16 mars 2008 à Oslo (Norvège).
- Championnats du monde jeunes et juniors 2008 : du 25 janvier au 2 février 2008 à Ruhpolding (Allemagne).
- Championnats du monde de biathlon 2008 : 42es du nom, ils se dérouleront du 8 au 17 février 2008 à Östersund (Suède).
- Championnats d'Europe de biathlon : du 19 au 24 février 2008 à Nové Město na Moravě (République tchèque).

#### Combiné nordique
- Coupe du monde de combiné nordique 2008 : commencée le 30 novembre 2007 à Kuusamo (Finlande), elle se termina le 9 mars 2008 à Oslo (Norvège).

#### Saut à ski
- Coupe du monde de saut à ski 2008 : commencée le 30 novembre 2007 à Kuusamo (Finlande), elle se termina le 16 mars 2008 à Planica (Slovénie).
- Tournée des quatre tremplins 2008 : se déroule du 30 décembre 2007 au 6 janvier 2008.
- Grand Prix d'été de saut à ski 2008 : se déroule 26 juillet 2008 au 4 octobre 2008 à travers l'Europe.

#### Ski acrobatique
- Coupe du monde de ski acrobatique 2008 : commencée le 13 décembre 2007 à Tignes (France), elle se termina le 16 mars 2008 à Valmalenco (Italie).

#### Ski alpin
- Coupe du monde de ski alpin 2008 : commencée le 27 octobre 2007 à Sölden (Autriche), elle se termina le 16 mars 2008 à Bormio (Italie).
- Championnats du monde juniors de ski alpin 2008 : du 23 février au 29 février 2008 à Formigal (Espagne).

#### Ski de fond
- Coupe du monde de ski de fond 2008 : commencée le 27 octobre 2007 à Düsseldorf (Allemagne), elle se termina le 16 mars 2008 à Bormio (Italie).
- Tour de Ski 2007-2008 : 2de édition, se déroule du 28 décembre au 6 janvier 2008 à travers la République tchèque et l'Italie.

#### Ski de vitesse
- Coupe du monde de ski de vitesse 2008 : commencée le 2 février 2008 à Vars (France), elle se termina le 17 avril 2008 à Verbier (Suisse).

#### Snowboard
- Coupe du monde de snowboard 2008 : commencée le 1er septembre 2007 à Cardrona (Nouvelle-Zélande), elle se termina le 16 mars 2008 à Valmalenco (Italie).

#### Divers
- Winter X Games : 12e édition, se déroulent du 24 au 27 janvier 2008 à Aspen (États-Unis).

## Faits marquants de l'année 2008

### Saison 2007-2008

#### Janvier 2008
- 6 janvier : le Finlandais Janne Ahonen remporte la Tournée des quatre tremplins pour la cinquième fois de sa carrière devenant ainsi le sauteur le plus titré dans le rendez-vous annuel.
- 6 janvier : la Suédoise Charlotte Kalla et le Tchèque Lukáš Bauer remportent la seconde édition du Tour de Ski.

#### Février 2008
- 3 février : l'Américain Bode Miller remporte le petit globe de cristal des épreuves combinées après son succès lors de l'épreuve de Val d'Isère[1].
- 8 - 17 février : l'Allemagne termine en tête du tableau des médailles des championnats du monde de biathlon 2008. Avec trois titres, les Allemandes Magdalena Neuner et Andrea Henkel sont les biathlètes les plus récompensées des Mondiaux.
  - 14 février : le biathlète français Vincent Defrasne remporte le classement particulier de l'individuelle.
  - 14 février : l'Allemande Martina Glagow fait de même chez les femmes.
- 17 février : à six épreuves de la fin de la saison, l'Autrichien Thomas Morgenstern remporte le classement général de la coupe du monde de saut à ski[2].

#### Mars 2008
- 1er mars : l'Italienne Denise Karbon remporte le petit globe de cristal du slalom géant après l'annulation de l'épreuve prévue à Zwiesel[3].
- 1er mars : l'Allemand Ronny Ackermann remporte le classement général de la Coupe du monde de combiné nordique 2008 après l'annulation de l'épreuve de sprint prévue à Lahti[4].
- 2 mars : le Norvégien Jørgen Aukland remporte la Vasaloppet devant son frère Anders Aukland.
- 2 mars : le skieur alpin autrichien Matthias Lanzinger est victime d'une grave chute à l'occasion d'un super G de Coupe du monde disputé à Kvitfjell (Norvège). Touché à la jambe gauche, le spécialiste des épreuves de vitesse est amputé deux jours plus tard.
- 5 mars : le fondeur tchèque Lukáš Bauer s'assure le gain du gros Globe de cristal après l'épreuve de Drammen[5]
- 6 mars : en ski acrobatique, le Tchèque Tomas Kraus remporte le petit Globe de cristal de la coupe du monde de skicross[6].
- 9 mars : après le classement général de la coupe du monde de combiné nordique, l'Allemand Ronny Ackermann remporte la coupe du monde de sprint lors de l'ultime épreuve de l'hiver[7].
- 13 mars : le Français Pierre Vaultier remporte la Coupe du monde de snowboardcross[8].
- 15 mars : en ski alpin, l'Italien Manfred Moelgg remporte le Globe de cristal du slalom en dépassant au classement général le Français Jean-Baptiste Grange lors de l'ultime épreuve de la saison[9].
- 15 mars : la biathlète française Sandrine Bailly remporte la coupe du monde de poursuite pour la seconde fois dans sa carrière[10].
- 16 mars : l'Allemande Magdalena Neuner remporte le classement général de la coupe du monde de biathlon lors de la dernière épreuve de la saison[11].

### Saison 2008-2009

#### Septembre
- 7 septembre : ouverture de la Coupe du monde de snowboard 2009 à Cardrona en Nouvelle-Zélande.

#### Octobre
- 25 octobre : ouverture de la Coupe du monde de ski alpin 2009 à Sölden en Autriche.

#### Novembre
- 22 novembre : ouverture de la Coupe du monde de ski de fond 2009 à Gällivare en Suède.
- 29 novembre : ouvertures de la Coupe du monde de combiné nordique 2009 et de la Coupe du monde de saut à ski 2009 à Kuusamo en Finlande.

#### Décembre
- 3 décembre : ouverture de la Coupe du monde de biathlon 2009 à Östersund en Suède.
- 18 décembre : ouverture de la Coupe du monde de ski acrobatique 2009 à Méribel en France.

## Tableau d'honneur des coupes du monde
| Sport Saison          | Classement général final | Classement général final | Coupe des nations | Coupe des nations | Coupe des nations |
| --------------------- | ------------------------ | ------------------------ | ----------------- | ----------------- | ----------------- |
| Sport Saison          | Masculin                 | Féminin                  | Masculin          | Féminin           | Global            |
| Biathlon 2008         | Ole Einar Bjørndalen     | Magdalena Neuner         | Norvège           | Allemagne         | -                 |
| Combiné nordique 2008 | Ronny Ackermann          | -                        | Allemagne         | -                 | -                 |
| Saut à ski 2008       | Thomas Morgenstern       | -                        | Autriche          | -                 | -                 |
| Ski acrobatique 2008  | Steve Omischl            | Ophélie David            | -                 | -                 | Canada            |
| Ski alpin 2008        | Bode Miller              | Lindsey Vonn             | Autriche          | Autriche          | Autriche          |
| Ski de fond 2008      | Lukáš Bauer              | Virpi Kuitunen           | Norvège           | Finlande          | Norvège           |

### Sources
- (en) Site de la Fédération internationale de ski.
- (en) Site de l'Union internationale de biathlon.